# Parabol (tidskrift)
Parabol (även omskriven som Parabol Press) är en månadsutgiven svensk webbtidning, grundad i augusti 2023. Tidningen publicerar främst essäer om kultur, samhälle och utrikespolitik.
Den har beskrivits som "ett vänsteralternativ till Kvartal och Axess", även om man själv marknadsför sig som "partipolitiskt och religiöst obund[en]". Tidningen strävar efter att fördjupa sig i ideologiska frågor och analyser, snarare än i underhållningsinriktade artiklar.

## Historia
Parabol grundades av en grupp skribenter som ansåg att Sverige saknade ett intellektuellt magasin där sakfrågor, snarare än pajkastning och personangrepp, stod i centrum. Kajsa Ekis Ekman, en av grundarna, beskrev syftet med tidningen som att vara en bro mellan akademin och allmänheten, och att uppmuntra en djupare diskussion om samhällsfrågor i ett tidningslandskap som enligt henne blivit allt mer ytligt.
Tidningen har beskrivits som "extra spännande" då den startades utan finansiellt stöd från privata donatorer eller fackföreningar. Nina Morby i Göteborgs-Posten menade att Parabol var "en välkommen motvikt till Bulletin-högern."
En av de mest uppmärksammade artiklarna i Parabol är teaterchefen Frida Röhls text från hösten 2023, där hon menade att #metoo-rörelsen har haft negativa konsekvenser för teatern.

## Produktion

### Redaktion
Parabol Press grundades av följande personer:
- Stefan Arvidsson
- Nina Björk

- Kajsa Ekis Ekman (ansvarig utgivare[7])
- Francisco Contreras
- Emma Hager
- Aleksa Lundberg
- Jesper Nilsson

Tidningens chefredaktör är Kajsa Ekis Ekman, med Sonia Hedstrand som konstredaktör och Lotta Lindqvist som kulturredaktör.

### Bidragande skribenter
Ett antal framstående svenska skribenter har medverkat i Parabol, inklusive Göran Therborn, Mikael Wiehe, Martin Schibbye, Tobias Hübinette, Yvonne Hirdman och Jan Guillou. Under sitt första år medverkade omkring 200 skribenter.

### Utgivning
Parabol utkommer en gång i månaden varje månad och publiceras endast digitalt.
Från starten bidrog skribenterna med texter på ideell basis, och tidskriften saknar betalvägg. Inkomster kommer från stödprenumerationer.

## Erkännande
Tidskriften var en av fem nominerade till priset som Årets kulturtidskrifts för 2024, utdelat av Föreningen för Sveriges kulturtidskrifter. Prisnomineringen löd "För att med starkt patos ha ambitionen att vidga kultursidornas debatt med ett starkt samhälleligt engagemang ger Parabol press läsaren nya infallsvinklar". Expo blev årets vinnare.